# Luciano Bodini
Luciano Bodini (Leno, 12 febbraio 1954) è un ex calciatore italiano, di ruolo portiere.
Storica riserva di Dino Zoff prima e Stefano Tacconi poi, è stato per questo appellato come il «12º per eccellenza» del calcio italiano.

## Biografia
Appassionato pittore dilettante, vive a Marina di Pietrasanta.

## Carriera

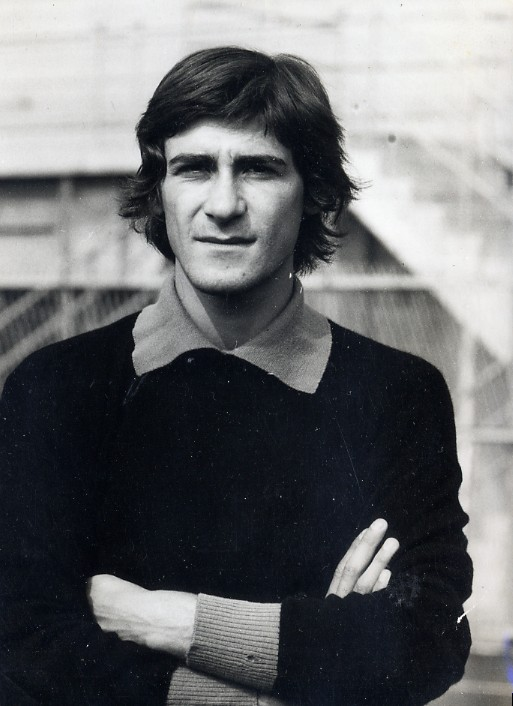
Bodini all'Atalanta a fine anni 70

Cresciuto assieme al fratello nel settore giovanile dell'Atalanta, dov'è allievo di Carlo Ceresoli, nel 1974 viene mandato in prestito alla Cremonese con cui disputa tre campionati di Serie C, conquistando la promozione nella stagione 1976-1977. Tornato a Bergamo, esordisce in Serie A l'11 settembre 1977 in Atalanta-Perugia (1-1), parando nell'occasione un calcio di rigore a Renato Curi.
Nel 1979 passa alla Juventus come secondo portiere, prima dietro a Dino Zoff – «sapevo che sarei stato il 12º, ma anche che Zoff non era più giovanissimo [...] Arrivai alla Juventus quando Zoff aveva 38 anni e io 25: pensai che avrei potuto trovare spazio, considerata la sua età [...] Doveva ritirarsi ed invece è andato avanti fino a 40 anni...», ricorda lo stesso Bodini – e quindi a Stefano Tacconi.
Nell'annata 1982-1983, dopo la fine del campionato e l'avvenuto ritiro di Zoff, disputa da titolare le ultime partite della stagione, contribuendo alla conquista della Coppa Italia e del Mundialito per club. Nell'estate seguente la dirigenza bianconera decide però di acquistare dall'Avellino il promettente Tacconi, sicché Bodini, nonostante un iniziale ballottaggio tra i due per le chiavi della porta juventina, torna a vestire la maglia n. 12 e rifiutando altre destinazioni «perché ero orgoglioso di essere in quel club, in cui rimasi a lungo per Giampiero Boniperti, a cui non potevo dire di no perché mi trattava come un figlio, e per [l'allenatore, ndr] Trapattoni».
La sua miglior stagione in bianconero è quella del 1984-1985, quando Giovanni Trapattoni lo preferisce spesso al titolare Tacconi, affidandogli la porta della Juventus anche nella vittoriosa finale di Supercoppa UEFA in cui la squadra torinese sconfigge gli inglesi del Liverpool, nonché nella semifinale di Coppa dei Campioni contro i francesi del Bordeaux; dopo aver condotto la squadra torinese alla finale della principale competizione continentale per club, però, si vede ancora una volta relegato in panchina da Tacconi nella tragica serata dell'Heysel: «Tacconi veniva da un periodo non esaltante, il Trap mi disse che l'avrebbe provato e poi avrebbe deciso. Alla fine giocò lui. Non era in forma ma era Tacconi...»
Terminata l'esperienza in Piemonte, nel campionato 1989-1990 disputa 6 partite con la maglia del Verona. Chiude la carriera agonistica nella stagione 1990-1991, accettando il ruolo di terzo portiere all'Inter dietro al titolare Walter Zenga e alla prima riserva Astutillo Malgioglio, «perché sono sempre stato interista»; con i nerazzurri va in panchina alla 6ª, 16ª, 17ª, 18ª e 27ª giornata di campionato, senza collezionare nessuna presenza.
In totale ha disputato 64 partite in Serie A, subendo 64 reti.

## Palmarès

Bodini difende la porta juventina nella vittoriosa Supercoppa UEFA 1984, svettando sul compagno di squadra Scirea e sul rivale Wark del

### Competizioni nazionali
- Campionato italiano Serie C: 1

Cremonese: 1976-1977 (girone A)
- Campionato italiano: 4

Juventus: 1980-1981, 1981-1982, 1983-1984, 1985-1986
- Coppa Italia: 1

Juventus: 1982-1983

### Competizioni internazionali
- Coppa delle Coppe: 1

Juventus: 1983-1984
- Supercoppa UEFA: 1

Juventus: 1984
- Coppa dei Campioni: 1

Juventus: 1984-1985
- Coppa Intercontinentale: 1

Juventus: 1985